# Pierre Delcourt (homme politique)
Pour les articles homonymes, voir Pierre Delcourt et Delcourt.
Pierre Delcourt, né le 10 octobre 1889 à Lille (Nord) et mort le 13 juillet 1948 à Armentières (Nord), est un homme politique français.

## Biographie
Pierre Delcourt était journaliste
Une rue porte son nom à Douai.

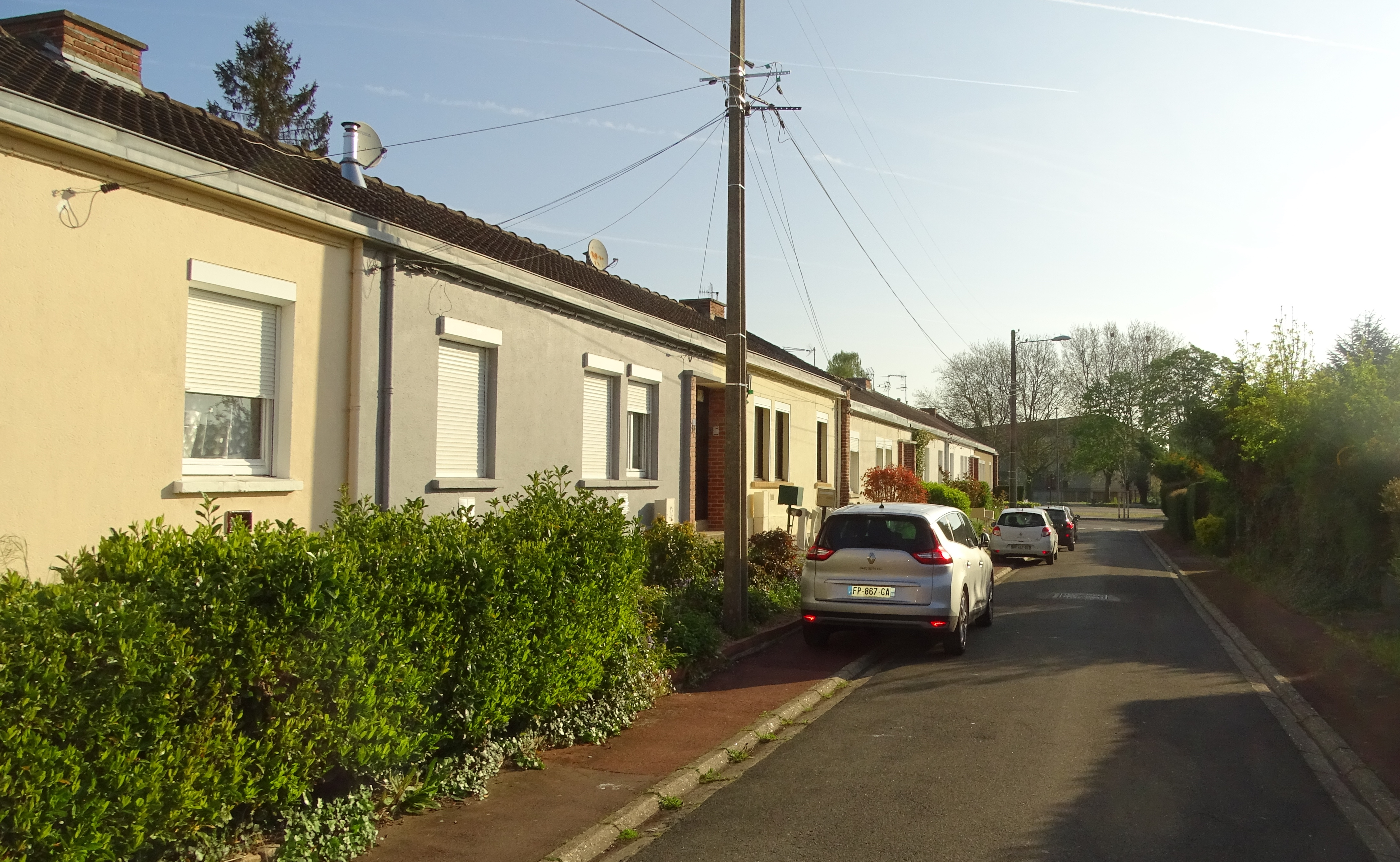
La rue Pierre-Delcourt.

## Détail des fonctions et des mandats
Mandat parlementaire
- 1928-1936 : député du Nord
- 1er mars 1948 - 13 juillet 1948 : Sénateur du Nord

## Sources
- « Pierre Delcourt (homme politique) », dans le Dictionnaire des parlementaires français (1889-1940), sous la direction de Jean Jolly, PUF, 1960 [détail de l’édition]